# André Thouin
André Thouin (* 10. Februar 1747 in Paris; † 27. Oktober 1824 in Paris) war ein französischer Botaniker. Sein offizielles botanisches Autorenkürzel lautet „Thouin“.

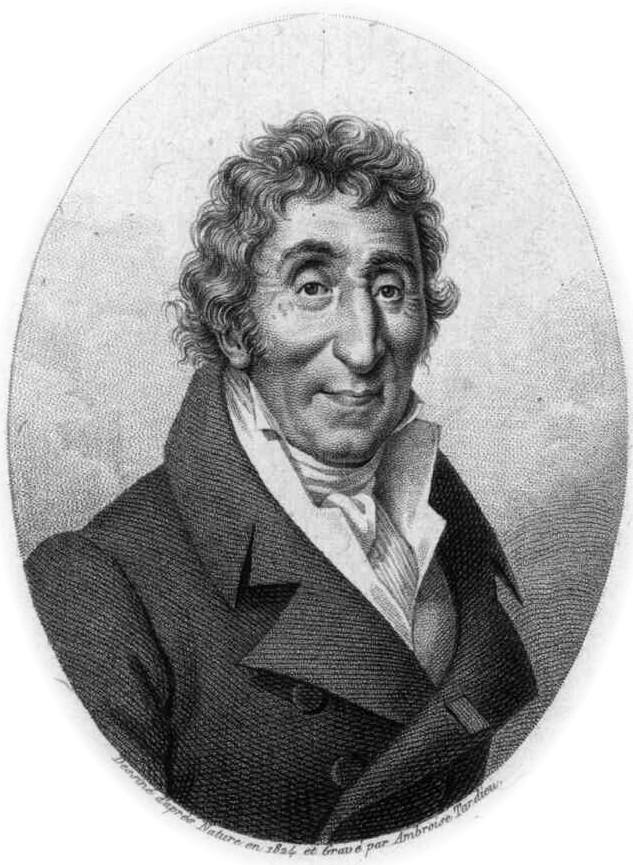
André Thouin. Stich von Ambroise Tardieu (1788–1841), 1824

## Leben

### Familie
Er war der Sohn von Jean-André Thouin (?–1764), der „Jardinier du Cabinet du Roi“ (leitender Gärtner des „Königlichen Gartens“, des Vorgängers des Botanischen Gartens Jardin des Plantes) in Paris war. Der Gartenkünstler Gabriel Thouin war sein zweitjüngster Bruder. Alle vier Brüder sind in einem Grab der 11. Abteilung des Père-Lachaise beigesetzt.

### Ausbildung
Bei Bernard de Jussieu (1699–1777), dem renommiertesten Botaniker seiner Zeit und Begründer des ersten natürlichen Systems der Pflanzenklassifizierung, erlernte André Thouin die Botanik.

### Leitender Gärtner des Cabinet Royal
Als Thouins Vater starb, war André 17 Jahre alt. Der Naturforscher Georges-Louis Leclerc de Buffon bot dem wissbegierigen und hochbegabten Thouin an, die Stelle seines Vaters als Leiter des Botanischen Gartens („Jardinier en Chef du Cabinet Royal d'Histoire Naturelle“) fortzusetzen. Unter Thouins Leitung wurde der Garten deutlich erweitert.

### Wissenschaftliche Aktivitäten
Thouin arbeitete in der Folge an der berühmten Encyclopédie von Diderot und d'Alembert mit und trat 1786 in die französische Akademie der Wissenschaften ein (nach Auflösung der Akademien während der Französischen Revolution ins Institut de France). Zusammen mit Pierre Marie Auguste Broussonet, Louis Jean-Marie Daubenton, Pierre Joseph Redouté, René Louiche Desfontaines, Antoine François de Fourcroy und Antoine Laurent de Lavoisier war er 1787 einer der Mitbegründer der Pariser Linné-Gesellschaft. In mehreren weiteren wissenschaftlichen Gesellschaften war er Mitglied.

### Karriere und Aktivitäten in der jungen Republik
Thouin, einer der letzten Gärtner des Königs, wurde bald auch zu einem der führenden Gärtner der neuen Republik:
Er nahm aktiv an der losbrechenden Französischen Revolution teil und besetzte verschiedene Posten in deren Verwaltung. So saß er beispielsweise in der Stadtversammlung von Paris an der Seite von Mirabeau, Sieyès, Talleyrand sowie Danton und war von 1789 bis 1800 „Commissaire de la République“.
Zusammen mit Fabre d’Églantine erarbeitete er den Republikanischen Kalender. Am 25. Oktober 1793 (4. Brumaire des Jahres 1) beschloss der Nationalkonvent den Kalender, in dem der Jahresablauf durch Pflanzen, Früchte und Blumen bestimmt wurde. Das metrische System des Revolutionskalenders konnte sich jedoch in Europa und auf Dauer auch in Frankreich nicht durchsetzen, obwohl eine solche Einteilung in vielen anderen Bereichen gilt.
Mit René Louiche Desfontaines (1750–1831) inventarisierte Thouin in der Region von Paris die nun enteigneten botanischen Gärten der Aristokratie und anderer ehemaliger Würdenträger. 1793 wurde er auf den Lehrstuhl eines Professors für Kultur (Land-, Garten-, Obst- und Waldbau) des neu gegründeten Nationalen Museums für Naturgeschichte geholt. Diese Position hatte er bis zu seinem Tod 1824 inne. Von 1814 bis 1817 war er Direktor des Museums.
Im Jahr 1794 (bis Anfang 1795) folgte er den Revolutionsarmeen in die Niederlande und nach Belgien, wo er zusammen mit dem Geologen Barthélemy Faujas de Saint-Fond (1741–1819) beauftragt war, systematisch von den enteigneten Aristokraten deren Pflanzensammlungen für das Museum „zurück“ zu erlangen. Denselben Auftrag erhielt er 1796 beim Italienfeldzug von Napoléon Bonaparte. Er reiste 1795 und 1796 zu diesem Zweck unter anderem nach Mantua, Padua, Parma und Florenz. Auch aus den französischen Kolonien in Übersee wurden von Thouin ausgewählte Pflanzen nach Paris geholt. Thouin waren, durch seine engen Kontakte aus der Zeit der Monarchie mit zeitgenössischen Fachkollegen an botanischen Gärten anderer Länder, die interessantesten Sammlungen natürlich bestens bekannt. Ihm war zudem wohl klar, dass ohne eine Überführung der wertvollen Pflanzenbestände in die Obhut des Botanischen Gartens am Pariser Museum diese Pflanzen schon aufgrund fehlender Pflege durch die bisherigen Gärtner der Adeligen sowie durch Zerstörungswut verloren gehen würden. Die von Thouin durchgeführten botanischen Sammlungen für das Museum bilden in der Tat den einzigen botanikwissenschaftlichen Bestand Frankreichs, der nicht durch die Revolutionswirren vernichtet wurde. Ohne sein Wirken wäre der Königliche Garten und seine von vielen Pflanzenjägern des Königs zusammengetragenen Pflanzen und Herbarien in den Revolutionswirren zerstört worden und nicht als der berühmte Jardin des Plantes erhalten.
Alsbald begann Thouin, von dort Pflanzen wieder an die allmählich im Land neu entstehenden Botanischen Gärten abzugeben. Jedes Departement sollte nach dem Willen der neuen Regierung ein botanisches Zentrum unterhalten mit doppelter Aufgabe, erzieherisch und wirtschaftlich. Insbesondere Nutzpflanzen sollten – schon wegen der herrschenden Hungersnot, aber auch wegen der gewollten Aufwertung des Bauernstandes – diese Funktionen erfüllen. Die in der Monarchie geschätzten Zierpflanzen traten zunächst in den Hintergrund, erlangten aber unter Napoleon und insbesondere seiner blumenbegeisterten Gattin Joséphine wieder Geltung. Eine große Anzahl bekannter Pflanzen, darunter die Dahlie, hat Thouin in dieser Zeit in Frankreich eingeführt und am Museum akklimatisiert. Ebenso tauschte Thouin mit anderen Botanikern weltweit Pflanzen bzw. Samen aus, z. B. mehrfach mit Thomas Jefferson, dem aufgeklärten amerikanischen Politiker und Naturwissenschaftler.

### Bedeutung für deutsche Gartenkünstler
Der Begründer des klassischen Landschaftsgartens in Deutschland, Friedrich Ludwig von Sckell, kam während seines Studienaufenthaltes in Frankreich in Kontakt mit Thouin. Nach seiner Rückkehr führte Sckell von 1781 bis 1812 einen Briefwechsel mit Thouin, betreffend die Vervollständigung der Sammlungen am Botanischen Garten in München, an der Sckell mitwirkte. (Die Briefe sind transkribiert wiedergegeben bei: Iris Lauterbach (Hrsg.): Friedrich Ludwig von Sckell (1750–1823) Gartenkünstler und Stadtplaner. Worms: Wernersche Verlagsanstalt, 2002). Auch der junge preußische Gartenkünstler Peter Joseph Lenné erlangte während seines Frankreichaufenthaltes 1811/12 neben seinen Kontakten zu Gabriel Thouin, der ihn stark beeinflusste, bei André Thouin vertiefte Pflanzenkenntnisse über seltene Sträucher und exotische Pflanzen, die er dann bei seinen Gartenanlagen einsetzte.

### Forstwissenschaftliche Bedeutung

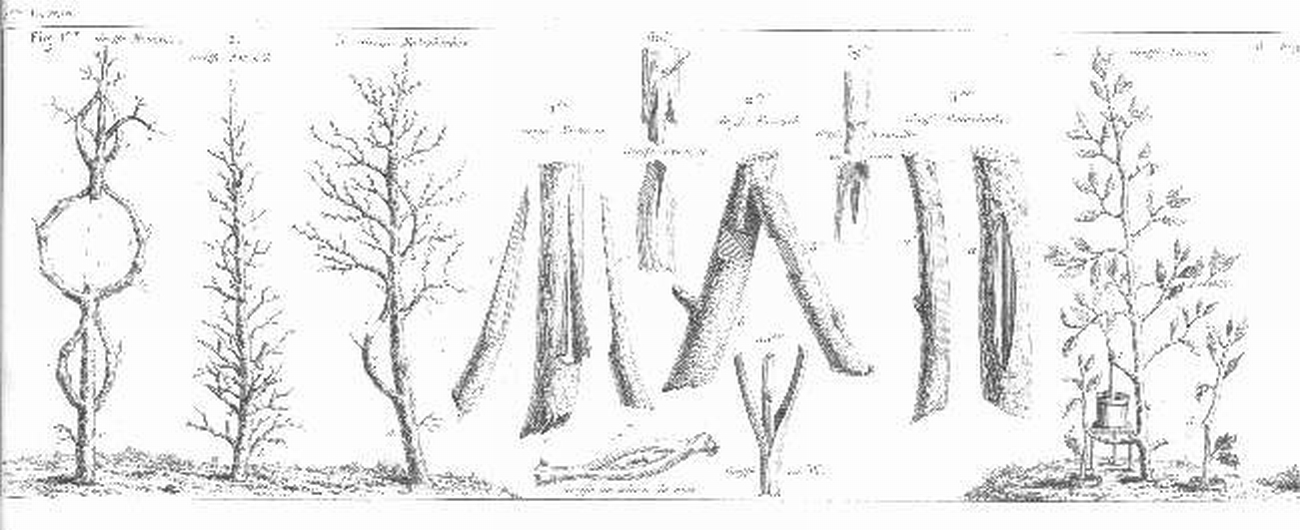
Illustration aus der Monographie des greffes (über Veredlungstechniken)

Von besonderer Bedeutung ist André Thouins Werk auch im Bereich der Forstwissenschaft. Er setzte sich hier beispielsweise für die Verbesserung der Anbauverfahren durch Samenselektion und bessere Techniken der Gehölzveredlung ein, erforschte auch die Auswirkungen von Licht auf Pflanzen.

### Ehrungen
André Thouin erhielt den höchsten französischen Orden, Ritter der Ehrenlegion.
Das Cape Thouin an der Nordküste von Western Australia (40 km westlich von Port Hedland) sowie seit 2. Oktober 1865 eine Straße im 5. Arrondissement von Paris sind nach ihm benannt.
Auch die Gattung Thouinia Poit. aus der Familie der Seifenbaumgewächse (Sapindaceae) wurde ihm gewidmet. Diese aus dem tropischen Afrika (Thouinia dicarpa), Mexiko (Thouinia descandra) und aus Kuba (Thouinia canescens) stammenden Pflanzen bewahren seinen Namen in den Herbarien und botanischen Gärten der ganzen Welt. Auch die Pflanzengattung Thyana Ham. ebenfalls aus der Familie der Seifenbaumgewächse (Sapindaceae), ist ihm zu Ehren benannt.

## Schriften

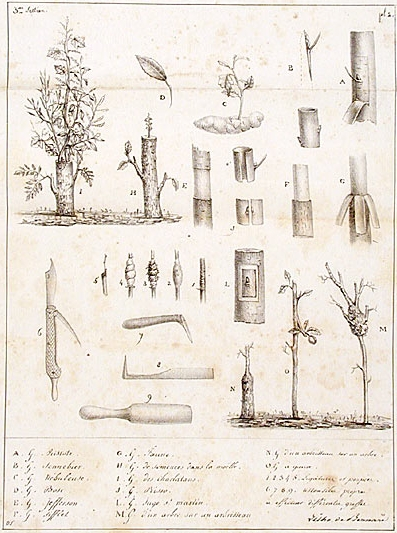
Weitere Illustration aus der Monographie des greffes

- Description de l'École d'agriculture pratique du Muséum d'histoire naturelle (1814)
- Manuel d'arboriculture. Manuel illustré de la culture, de la taille et de la greffe des arbres fruitiers
- Monographie des greffes, ou Description technique des diverses sortes de greffes employées pour la multiplication des végétaux (1821)
- Cours de culture et de naturalisation des végétaux (1827)
- Mémoire sur la culture des dahlias et sur leur usage dans l’ornement des jardins (1804)
- Herausgeber von Instruction pour les voyageurs et pour les employés dans les colonies sur la manière de recueillir, de conserver et d'envoyer les objets d'histoire naturelle, rédigée… par l'administration du Muséum royal d'histoire naturelle(eine von der Verwaltung des naturhistorischen Museums verfasste Anleitung für Reisende und Angestellte in den Kolonien über das Sammeln und Versenden naturhistorischer Objekte)
- In einem kurz vor seinem Tod verfassten Vorwort für die 1825 erschienene Abhandlung Traité des arbrisseaux et des arbustes cultivés en France et en pleine terre von Jean-Henri Jaume Saint-Hilaire (1772–1845) betont Thouin die Notwendigkeit der Bewahrung von Bäumen und von Nachpflanzungen für die durch rasche Bevölkerungszunahme übernutzten Waldbestände Frankreichs.